# Carlos Blanco Galindo
Carlos Blanco Galindo (Cochabamba, 12 de Março de 1882 – Cochabamba, 2 de Outubro de 1946) foi um político boliviano e presidente de seu país entre 28 de Junho de 1930 e 5 de Março de 1931.

## Vida
Carlos Blanco nasceu em Cochabamba, Bolívia. Militar de carreira e advogado, Blanco foi um dos líderes da insurreição que derrubou do poder Hernando Siles, que tentou estender seu mandato diante dos graves desafios impostos pelo início da Grande Depressão e outras ameaças iminentes crises políticas. Incapaz de impor sua vontade, Siles renunciou e deixou seu gabinete no comando coletivamente; foi esse gabinete "silista" que foi, de fato, derrubado pelo golpe liderado por Blanco (aliado aos partidos contrários a Siles) no final de junho de 1930.
O mandato de Blanco foi curto e bastante simples; sua principal tarefa era convocar novas eleições, que ocorreram sete meses após sua posse. Em todos os outros assuntos, ele parecia se submeter a seu bastante capaz Gabinete tecnocrata, liderado por Daniel Sánchez Bustamante (1871–1933) - avô, aliás, do futuro presidente Gonzalo Sánchez de Lozada. Após a eleição e posse de Daniel Salamanca, o general Blanco foi nomeado embaixador no Uruguai, mas retornou brevemente ao serviço ativo após a eclosão da Guerra do Chaco com o Paraguai (1932–35). Mais tarde, ele escreveria vários livros.

Blanco morreu em Cochabamba em outubro de 1943.